# Columbia County (Washington)
Columbia County ist ein County im US-Bundesstaat Washington der Vereinigten Staaten. Das U.S. Census Bureau hat bei der Volkszählung 2020 eine Einwohnerzahl von 3.952 ermittelt. Der Verwaltungssitz (County Seat) ist Dayton.

## Geographie
Das County hat eine Fläche von 2.262 Quadratkilometern; davon sind 12 Quadratkilometer (0,54 Prozent) Wasserflächen.

## Geschichte
Das Columbia County wurde am 11. November 1875 aus Teilen des Walla Walla County gebildet und nach dem Columbia River benannt.

## Demografische Daten

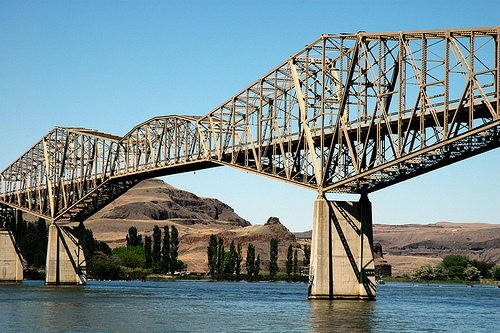
Die Snake River Bridge über den Snake River

Nach der Volkszählung im Jahr 2000 lebten im County 4.064 Menschen. Es gab 1.687 Haushalte und 1.138 Familien. Die Bevölkerungsdichte betrug 2 Einwohner pro Quadratkilometer. Ethnisch betrachtet setzte sich die Bevölkerung zusammen aus 93,73 % Weißen, 0,22 % Afroamerikanern, 0,96 % amerikanischen Ureinwohnern, 0,42 % Asiaten, 0,05 % Bewohnern aus dem pazifischen Inselraum und 2,73 % aus anderen ethnischen Gruppen; 1,89 % stammten von zwei oder mehr ethnischen Gruppen ab. 6,35 % der Bevölkerung waren spanischer oder lateinamerikanischer Abstammung.
Von den 1.687 Haushalten hatten 27,70 % Kinder und Jugendliche unter 18 Jahre, die bei ihnen lebten. 56,00 % waren verheiratete, zusammenlebende Paare, 8,50 % waren allein erziehende Mütter. 32,50 % waren keine Familien. 29,00 % waren Singlehaushalte und in 13,00 % lebten Menschen im Alter von 65 Jahren oder darüber. Die Durchschnittshaushaltsgröße betrug 2,36 und die durchschnittliche Familiengröße lag bei 2,89 Personen.
Auf das gesamte County bezogen setzte sich die Bevölkerung zusammen aus 23,90 % Einwohnern unter 18 Jahren, 7,00 % zwischen 18 und 24 Jahren, 22,80 % zwischen 25 und 44 Jahren, 27,70 % zwischen 45 und 64 Jahren und 18,50 % waren 65 Jahre alt oder darüber. Das Durchschnittsalter betrug 42 Jahre. Auf 100 weibliche Personen kamen 95,20 männliche Personen, auf 100 Frauen im Alter ab 18 Jahren kamen statistisch 94,80 Männer.
Das jährliche Durchschnittseinkommen eines Haushalts betrug 33.500 USD, das Durchschnittseinkommen der Familien betrug 44.038 USD. Männer hatten ein Durchschnittseinkommen von 33.690 USD, Frauen 21.367 USD. Das Prokopfeinkommen betrug 17.374 USD. 12,60 % der Bevölkerung und 8,60 % der Familien lebten unterhalb der Armutsgrenze. 15,90 % davon waren unter 18 Jahre und 11,10 % waren 65 Jahre oder älter.

## Orte
- Alto
- Baileysburg
- Covello
- Dayton
- Delaney
- Dumas
- Huntsville
- Jackson
- Long
- Marengo
- McKay
- Menoken
- Mountain Home Park
- Mountain Top
- Patit
- Powers
- Relief
- Ronan
- Starbuck
- Tucannon
- Turner
- Varna
- Whetstone
- Wild Goose